# نيك هاغتون
نيك هاغتون (بالإنجليزية: Nick Haughton)‏ هو لاعب كرة قدم بريطاني، ولد في 20 سبتمبر 1994 في أورمستون ‏ في المملكة المتحدة. لعب مع AFC Fylde ‏.

## وصلات خارجية
- نيك هاغتون على موقع قاعدة بيانات كرة القدم.إي يو (الإنجليزية)
- نيك هاغتون على موقع Soccerbase.com (لاعب) (الإنجليزية)